# Таганча
Тага́нча (укр. Таганча) — село в Каневском районе Черкасской области Украины.
Население по переписи 2001 года составляло 1196 человек. Занимает площадь 6,685 км². Почтовый индекс — 19052. Телефонный код — 4736.

## Местный совет
19052, Черкасская обл., Каневский р-н, с. Таганча, ул. Федоренка, 104/1

## История
В XIX веке местечко было волостным центром Таганчской волости Каневского уезда Киевской губернии. В местечке Таганча была Покровская церковь. Священнослужители Покровской церкви:
- 1799 — священник Григорий Григорьевич Леонтович
- 1866 — священник Андрей Антоновский
- 1866 — диакон Петр Тимофеевич Борецкий
- 1866 — дьячок Яков Павлович Елинецкий